# Brian Davison
 (juin 2016).
Si vous disposez d'ouvrages ou d'articles de référence ou si vous connaissez des sites web de qualité traitant du thème abordé ici, merci de compléter l'article en donnant les références utiles à sa vérifiabilité et en les liant à la section « Notes et références ».
Brian Davison, né le 25 mai 1942 à Leicester et mort le 15 avril 2008 à Horns Cross, Bideford, Devon, est un musicien britannique. Il est surtout connu pour avoir joué de la batterie avec The Mark Leeman Five, The Nice, Brian Davison's Every Which Way et Refugee.

## Biographie
Vers la fin des années 1950, il joue au sein de divers groupes de skiffle dans des petits clubs au nord-ouest de Londres. Il se forge tranquillement une réputation en tant que batteur jusqu'au début des années 1960 lorsqu'il joint les rangs du groupe The Mark Leeman Five en 1963, avec Mark Leeman au chant, Alan Roskams à la guitare, Dave Hyde à la basse et Terry Goldberg au piano. Ils enregistrent une série de singles durant leur carrière ainsi qu'un album publié en 1963, Rhythm and Blues Plus!, qui contient entre autres, une chanson de Willie Dixon You can't judge a book by it's cover et une de Mud Morganfeld Got my mojo working, ainsi que d'autres pièces de rhythm and blues. En 1965, après le décès du chanteur Mark Leeman dans un accident de voiture, les membres du groupe recrutent un autre chanteur Roger Peacock et le groupe poursuit jusqu'en 1966 avant de se dissoudre.
À ce moment il crée avec Brian Wilson - ne pas confondre avec le bassiste des Beach Boys -, guitare et chant et un bassiste, le trio The Habits, qui sortira un single Elbow Baby produit par Spencer Davis. Ce groupe est venu en France et a joué à Marseille (dans un petit club éphémère L'Elbow) et à Cogolin à La Jasse.
Brian Davison forme alors le groupe psychédélique Shinn avec Donald Donn Shinn aux claviers, Paul Newton à la basse (futur membre de Uriah Heep) et le chanteur Eddie Lamb. Ils font quelques concerts mais ne produisent aucun disque. Puis en 1967, Brian remplace le batteur Ian Hague au sein d'un nouveau groupe, The Nice, avec les ex-Gary Farr & The T-Bones Keith Emerson à l'orgue et au piano et Keith Lee Jackson à la basse et au chant ainsi que le guitariste et trompettiste David O'List, ex-membre du groupe The Attack. Ils publient un premier album en 1967 sur étiquette Immédiate Records, intitulé The thoughts of Emerlist Davjack d'après une anagramme du nom des musiciens. L'album contient une interprétation toute personnelle d'une pièce de Dave Brubeck, Rondo d'après Blue Rondo À La Turk.
Après un deuxième album, Ars Longa Vita Brevis dans la veine du premier qui voit le départ du guitariste David O'List pour aller former le groupe Roxy Music avec lequel il ne restera que très peu, The Nice continue sous la forme d'un trio jusqu'à sa séparation en 1969 lorsque Keith Emerson, qui cherche à élargir ses horizons, dissout le groupe et forme le trio Emerson, Lake & Palmer.

### Brian Davison's Every Which Way
Brian Davison fonde alors un autre groupe, Brian Davison's Every Which Way et sort un album éponyme sur étiquette Charisma en 1970, avec Graham Bell au chant, à la guitare acoustique et au piano électrique, John Hedley à la guitare électrique, Alan Cartwright à la basse, Geoffrey Peach à la flûte, aux cuivres et au chœurs et bien sûr Brian lui-même à la batterie. Dans une veine rhythm and blues et free jazz, l'album contient le long blues Bed Ain't What It Used To Be, mais passe complètement inaperçu et, en raison des faibles ventes, le groupe se sépare. Davison se voit alors contraint de jouer avec de petites formations inconnues. Il joue pour Wolfgang Dauner, puis fait quelques sessions comme musicien de studio. Il joue ainsi avec Keith Emerson et Lee Jackson des Nice pour la dernière fois sur un album de Roy Harper, Flat, Baroque & Berserk en 1970, la pièce Hell's Angels.
Il récidive en 1973 toujours avec Roy Harper pour l'album Lifemask, sur lequel il joue sur la longue suite The Lord's prayer. Lee Jackson de son côté a formé, après la séparation des Nice, son propre groupe Jackson Heights et après leur quatrième album Bump n' grind, approche le claviériste suisse Patrick Moraz afin qu'il se joigne à eux mais ce dernier refuse et propose plutôt de former un autre groupe avec lui, Refugee. C'est alors que Brian Davison retrouve son ancien compagnon des Nice et un album éponyme est produit en 1974. Ils font quelques concerts puis Moraz auditionne pour le groupe Yes et quitte le trio ; le claviériste britannique Graham Bond est considéré comme un possible remplacement mais après une audition cette combinaison s'avère impraticable. Si Jackson se retire alors de la musique pour se concentrer à une carrière de styliste, Davison lui persévère en jouant quelque temps avec le groupe Gong en tournée avant de vivoter à nouveau avec de petites formations locales.

### Vivacitas
En 2002, Keith Emerson reforme The Nice avec Lee Jackson, Brian Davison et le guitariste Dave Kilminster, augmenté pour quelques pièces par Phil Williams à la basse et Pete Riley à la batterie. Suit une tournée en Angleterre et un album Vivacitas publié en 2003, avec des chansons des Nice dont le doublé America/Rondo ainsi que des classiques tels que Karelia Suite, She belongs to me et Hang on to a dream. Sont aussi incluses des pièces d'Emerson, Lake & Palmer comme Tarkus, Honky Tonk Train Blues et Fanfare for a common man. Cet album triple contient aussi une entrevue avec Chris Welch de Keith Emerson enregistrée en 2001.
Davison enseigne ensuite la batterie au Bideford College jusqu'à sa mort des suites d'une tumeur au cerveau le 15 avril 2008 à Horns Cross, Bideford, Devon.

## Discographie

### Mark Leeman Five

#### Singles
- 1965 : Portland Town/Gotta get myself together : Columbia – DB 7452
- 1965 : Blow my blues away/On the horizon : Columbia – DB 7648
- 1966 : Forbidden Fruit/Going To Bluesville : Columbia - DB 7812
- 1966 : Follow me/Gather Up The Pieces : Columbia – DB 7955 Single Promo

#### Album
- 1963 : Rhythm and Blues Plus! : Columbia – no  de série inconnu

#### Compilations
- 1971 : Rock Generation Volume 8 - Soft Machine At The Beginning - Mark Leeman Five And Davy Graham : BYG Records - 529.708
- 1991 : The Mark Leeman Five – Memorial Album : See For Miles Records Ltd. – SEE CD 317 - Disponible en CD

### Brian Davison's Every Which Way
- 1970 : Brian Davison's Every Which Way

### Refugee
- 1974 : Refugee
- 2007 : Live in Concert Newcastle City Hall 1974
- 2010 : Refugee & Refugee Live In Concert 1974 Réédition des deux précédents albums regroupés sur Floating World Records.

### Collaborations
- 1970 : Flat, Baroque & Berserk de Roy Harper - Keith Emerson, Lee Jackson et Brian Davison jouent sur la chanson Hell's Angels.
- 1973 : Lifemask de Roy Harper - Brian Davison joue la batterie sur la longue suite The Lord's Prayer.